# Krosnowice Kłodzkie
Krosnowice Kłodzkie – stacja kolejowa w Krosnowicach, w województwie dolnośląskim, w powiecie kłodzkim, w Polsce.

## Ruch pasażerski
| Rok  | Wymiana pasażerska na dobę |
| ---- | -------------------------- |
| 2017 | 100-149                    |
| 2022 | 150-199                    |

## Dane ogólne
Stacja kolejowa położona na liniach kolejowych wiodących na południe z Wrocławia do Międzylesia i na wschód z Kłodzka na południe do Stronia Śląskiego.
Na linii Wrocław – Międzylesie pozostawiono jeden tor, a drugi rozebrano. Na drugiej, linii do Stronia Śląskiego przejezdny jest tylko jeden tor: jeden rozebrano, a dwa pozostałe zablokowano urządzeniami technicznymi.

## Budynek stacji
Budynek stacji jest położony oryginalnie w widłach obu linii, dzięki czemu perony są usytuowane po jego obu stronach. Malowniczy budynek stacji przez całe wiele lat był bardzo zadbany, a jego pracownicy zdobywali nagrody w różnych konkursach na najlepiej utrzymaną stację, np. w 1984 r. stacja zajęła pierwsze miejsce w konkursie Pasażerskie lato za estetykę i porządek. Obecnie jednak stacja Krosnowice Kłodzkie niszczeje: jest nieczynna, a wejścia i okna są zamurowane.

## Historia
Stacja powstała przy istniejącej linii Wrocław-Kłodzko-Międzylesie w celu wybudowania odgałęzienia dla linii Kłodzko – Stronie Śląskie uruchomionej 14 listopada 1897 r. Stacja posiadała dodatkowo po stronie linii do Stronia Śląskiego mały magazyn, rampę ładunkową i grupę torów towarowych. W latach 90. XX w. Krosnowice Kłodzkie utraciły status stacji węzłowej na rzecz Kłodzka Nowego – posterunku odgałęźnego. W 1994 r. zlikwidowano etat dyżurnego ruchu, a w czasie elektryfikacji zdemontowano drugi tor na linii do Międzylesia. 15 marca 2004 r. zlikwidowano pociągi osobowe na trasie Krosnowice Kłodzkie – Stronie Śląskie, które zastąpiono Kolejową Komunikacją Autobusową.